# 신형철
신형철(1976년 ~ )은 대한민국의 문학평론가, 교수이다.
1976년 대구광역시에서 태어나, 서울대학교 국어국문학과를 졸업하고 동 대학원에서 석사학위와 박사학위를 받았다. 계간 《문학동네》 편집위원(2007~2019)으로 활동했으며, 현재 서울대학교 영어영문학과 교수로 재직하면서 비교문학을 가르치고 있다.

## 약력
2005년 《문학동네》 봄호에 평론 〈당신의 X, 그것은 에티카〉를 발표하면서 평단에 등장했다. 2007년부터 2019년까지 계간 《문학동네》 편집위원으로 활동했으며, 조선대학교 문예창작학과에서 비평 교수(2014.3~2022.8)를 거쳐 서울대학교 영어영문학과에서 비교문학 교수(2022.9~)로 재직 중이다. 평론 〈2000년대 시의 유산과 그 상속자들〉으로 제59회 현대문학상을 수상했으나, 현대문학의 소설 거부 사태로 인해 상을 반려하였다.
요약
- 2007년 ~ 현재 : 《문학동네》 편집위원
- 2013년 ~ 2014년 : 《문학동네》 팟캐스트 '문학이야기' 진행
- 2014년 3월 ~ 2022년 8월 : 조선대학교 문예창작학과 교수
- 2022년 9월 ~ 현재 : 서울대학교 영어영문학과(비교문학 협동과정) 교수

가족
- 아내 : 문학평론가 신샛별 (1986~)
- 아들 : 신기룬 (2022~)[3]

## 저서

### 비평집
- 《몰락의 에티카》(문학동네, 2008) ISBN 9788954607315

### 산문집
- 《느낌의 공동체》 (문학동네, 2011) ISBN 9788954614511
- 《정확한 사랑의 실험》(마음산책, 2014) ISBN 9788960902039
- 《슬픔을 공부하는 슬픔》 (한겨레출판, 2018) ISBN 9791160401967
- 《인생의 역사》 (난다, 2022) ISBN 9791191859379